# José Torras y Bages
José Torras y Bages (en catalán normativo actual, Josep Torras i Bages, Las Cabañas, 12 de septiembre de 1846-Vic, 7 de febrero de 1916), obispo español y escritor en lengua catalana, fue el principal impulsor del regionalismo catalanista, tradicionalista y católico. 

## Biografía
Además de a la actividad apostólica, también se dedicó a la labor literaria. Sus documentos pastorales son modelos de doctrina y de literatura. Su obra La tradició catalana (1892) constituye un estudio e interpretación de la mentalidad del pueblo catalán a través del estudio y del análisis de sus figuras históricas más representativas. El pensamiento de Torras y Bages se alinea en el ala derecha de los movimientos políticos e intelectuales de la Cataluña de su época. El lema de su obra, «Cataluña será cristiana o no será», ha sido asumido por diversas generaciones del catalanismo político conservador y está esculpido en la fachada del monasterio de Montserrat. Fue senador por el Arzobispado de Tarragona de 1903 a 1905.

## Estudios
Hizo los primeros estudios en Villafranca del Panadés y en 1859 pasó a Barcelona, donde obtuvo el grado de bachiller en artes con el trabajo Dios y el alma humana. Estudió la carrera de derecho en la Universidad de Barcelona bajo la dirección del vilafranquino Manuel Milá y Fontanals, a la vez que recibía lecciones de filosofía de Francisco Javier Llorens y Barba, de griego de Antonio Bergnes de las Casas y de retórica de Josep Coll i Vehí. En 1868 y durante los hechos de la Revolución de 1868 huyó a Francia con su familia. Volvió a Barcelona el año siguiente para licenciarse e inmediatamente doctorarse en derecho civil y canónico con la tesis El matrimonio cristiano.
También aquel 1869 ingresó en el Seminario Conciliar de Barcelona y el año siguiente pasó al de Vic, donde profundizó en la filosofía tomista de la mano del canónigo Andrés Durán. En 1873 tuvo que volver a huir, esta vez en el Conflent, como consecuencia de los disturbios de la Primera República. Durante este breve exilio tuvo la oportunidad de viajar a Roma con su amigo el canónigo Jaume Collell, y allí fueron recibidos personalmente por el papa Pío IX. En 1876 se licenció en teología en el Seminario Conciliar de Valencia y, al año siguiente, fue sucesivamente ordenado diácono, en Vic, y sacerdote, en Gerona.
Se trasladó a Barcelona y ejerció una intensa labor tanto pastoral como intelectual. Mientras ejercía de confesor del Seminario y de las monjas de Valldonzella, fue consiliario del Círculo Artístico de San Lucas y de la Unión Catalanista y fundó la Liga Espiritual de la Virgen de Montserrat. Fue construyendo un pensamiento catalanista conservador de profunda raíz cristiana, hasta el punto de convertirse en el máximo exponente de esta corriente, equidistante del carlismo y el integrismo encabezado por Félix Sardá y Salvany y reaccionando ante el Conservadurismo liberal canovista. En 1892 lo eligieron presidente de la comisión encargada de redactar las Bases de Manresa. Fue elegido miembro numerario de la Real Academia Catalana de Bellas Artes de San Jorge (1896) y de la Real Academia de Buenas Letras de Barcelona (1898).

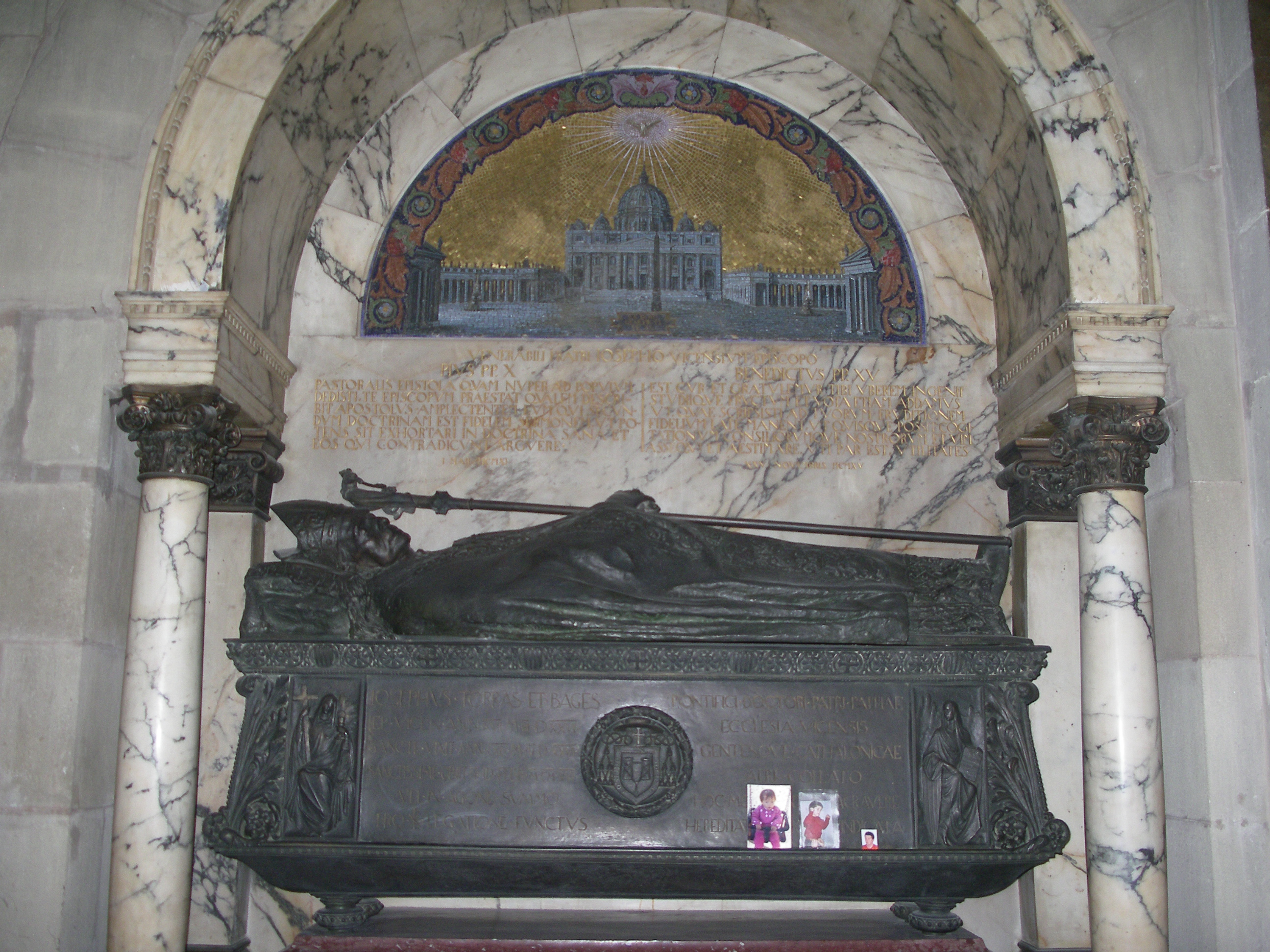
Sepulcro de José Torras y Bages en la catedral de Vic

## Su obra
Publicó una gran cantidad de libros y opúsculos en catalán y alentó a otros clérigos para que también lo hicieran. En español publicó El clero en la vida social moderna (1888), obra que tuvo una gran difusión en toda la península y que lo mostró como líder del movimiento para la adaptación de la Iglesia a las nuevas realidades políticas y sociales frente del integrismo imperante. En 1892 publicó su obra capital, La tradició catalana, que ha sido reeditada varias veces, incluso en 2008. El presunto lema de este libro, «Cataluña será cristiana o no será», fue inmediatamente asumido por la militancia catalanista conservadora y años después fue grabado en la fachada del monasterio de Montserrat.
En La tradició catalana afirmaba que la nación catalana había sido creada por Dios. «Cataluña la hizo Dios, no la han hecho los hombres; los hombres solo pueden deshacerla; si el espíritu de la patria vive, tendremos patria; si muere, morirá ella misma», escribió. En otra parte del libro también decía:

La Iglesia es regionalista porque es eterna. Los organismos políticos, los Estados, se hacen y se deshacen según las circunstancias, incluso son constituidos en congresos diplomáticos, por lo que su duración es siempre limitada, y, al deshacerse, reaparecen las antiguas naciones, las unidades sociales naturales formadas, no en congresos, ni en dietas de hombres de Estado, sino en los eternales consejos de la Providencia divina.

[...]un breviari del culte a la pàtria-terra; però que de cap manera s'oposa, ans al revés, al culte d'Espanya, és un conjunt de pobles units per la Providència
La Tradiciò catalana

El 8 de octubre de 1899 y a instancias de Manuel Duran y Bas, entonces ministro de Gracia y Justicia, fue consagrado obispo de Vic por traslado de su antecesor, José Morgades y Gili, al obispado de Barcelona. En 1906 Torras y Bages rehusó la promoción a arzobispo de Burgos por el hecho de que esto conllevaba su alejamiento de Cataluña.
El año 1931 fue incoada la causa de beatificación. Sus virtudes heroicas fueron reconocidas en 1992 por el papa Juan Pablo II y por consiguiente declarado venerable.